# Niall Quinn
Niall Quinn MBE (ur. 6 października 1966 w Perrystown), irlandzki piłkarz grający na pozycji napastnika, trener i działacz piłkarski. Z reprezentacją Irlandii, w której barwach rozegrał 91 meczów, brał udział w mistrzostwach świata 1990 i 2002. Był zawodnikiem Arsenalu, Manchesteru City i Sunderlandu A.F.C. Od 3 czerwca 2006 roku do października 2011 roku był prezesem tego ostatniego klubu. Kawaler Orderu Imperium Brytyjskiego (MBE, 2003).

## Kariera piłkarska
Jest wychowankiem irlandzkiego klubu Manortown United.
- 1983–1990 –  Arsenal
- 1990–1996 –  Manchester City
- 1996–2003 –  Sunderland

## Sukcesy piłkarskie
- Puchar Anglii 1987 z Arsenalem
- Piłkarz roku 1999 w Sunderlandzie AFC.

W barwach Arsenalu FC rozegrał 67 meczów i strzelił 14 goli. 
 W barwach Manchesteru City rozegrał 203 mecze i strzelił 66 goli. 
 W barwach Sunderlandu AFC rozegrał 212 meczów i strzelił 69 goli.
W reprezentacji Irlandii od 1986 do 2002 roku rozegrał 91 meczów i strzelił 21 goli – start w mistrzostwach świata 1990 (ćwierćfinał) i 2002 (1/8 finału). Z udziału w Mundialu 1994 wyeliminowała go kontuzja.

## Kariera szkoleniowca i działacza
- 2003–2006 –  Sunderland AFC, członek sztabu szkoleniowego
- od 2006 –  Sunderland AFC, prezes klubu